# دافيدي لوبي
دافيدي لوبي (بالإيطالية: Davide Luppi)‏ (19 يوليو 1990 في إيطاليا - ) هو لاعب كرة قدم إيطالي في مركز الوسط. لعب مع نادي برو فيرتشيلي ونادي ساسولو ونادي مودينا وManfredonia Calcio ‏ ونادي فياريجو وPortogruaro Calcio ASD ‏.

## روابط خارجية
- دافيدي لوبي على موقع قاعدة بيانات كرة القدم.إي يو (الإنجليزية)
- دافيدي لوبي على موقع Soccerway.com (الإنجليزية)
- دافيدي لوبي على موقع عالم كرة القدم.نت (الإنجليزية)
- دافيدي لوبي على موقع AS.com (الإسبانية)